# Nitra
Nitra (in tedesco Neutra, in ungherese Nyitra/Nyitria [forma arcaica]) è una città della Slovacchia, capoluogo del distretto e della regione omonimi. Posta alle pendici del monte Zobor, lungo la valle solcata dal fiume Nitra, è la quinta città per grandezza dell'intera Slovacchia.

## Geografia
Nitra è situata nella Slovacchia occidentale, lungo le rive del fiume Nitra, a 93 km ad est della capitale Bratislava.

## Storia
La città viene menzionata per la prima volta nell'826 e fu dalla fine dell'VIII secolo capitale del Principato di Nitra. Nell'833, al tempo del sovrano Pribina, entrò a far parte della Grande Moravia. 
Pribina costruì a Nitra la prima chiesa cristiana conosciuta in Slovacchia (828) e Nitra fu la prima sede vescovile slovacca (880). 
Nitra è stata conquistata dal magiaro Lehel attorno al 925, entrando così a far parte del Regno d'Ungheria fondato dalla dinastia degli Arpadi. Conquistò tuttavia uno statuto autonomo che perse solo nel 1108. Anche dopo l'abolizione dell'autonomia, Nitra rimase il centro principale delle relative contea e diocesi. 
Nel 1248, Béla IV d'Ungheria donò alla città il privilegio del titolo di città reale libera.
Nel 1663 Nitra viene conquistata dalle truppe ottomane. Il dominio turco durerà solo un ventennio, fino alla liberazione da parte dell'esercito dell'impero austriaco nel 1685.

## Monumenti e luoghi d'interesse
- Castello di Nitra, costruito nel XI secolo su un fortilizio preesistente;
- Cattedrale di Sant'Emmerano, situata all'interno del complesso del castello;
- Chiesa di San Michele Arcangelo
- Sinagoga di Nitra, costruita tra il 1908 e il 1911;

## Società
Nitra ha, secondo il censimento effettuato nel 2005, una popolazione che ammonta a 85 172 abitanti dei quali il 95,4% si è dichiarato slovacco, l'1,7% ungherese, lo 0,9% ceco e lo 0,4% rom. Circa il 90% della popolazione è cattolica di rito romano, mentre sono presenti, con circa il 2%, anche luterani. Il rimanente si è dichiarato non credente o appartenente a culti minori.

## Infrastrutture e trasporti

### Strade
La principale via d'accesso alla città è la superstrada R1.

### Ferrovie
La città è servita da una propria stazione ferroviaria posta lungo la linea Nové Zámky-Prievidza.

## Amministrazione

### Gemellaggi
- Zielona Góra
- Kielce

## Sport

### Calcio
La squadra principale della città è il Nitra, fondato nel 1909, disputa le sue partite interne presso lo stadio pod Zoborom.

### Hockey su ghiaccio
La squadra della città si chiama Hokejový Klub Nitra e milita in Extraliga, uno dei massimi campionati di hockey al mondo.